# Gropen (barnbok)
Gropen är en barnbok av Emma Adbåge, utgiven 2018. Den tilldelades Augustpriset 2018 för bästa barn- och ungdomsbok.

## Handling
Ett gäng skolbarn leker i en stor grop, kallad Gropen, vid skolgården. Lärarna ogillar att barnen vistas i denna grop.

## Utgåva
- 2018 – Adbåge, Emma. Gropen. Stockholm: Rabén & Sjögren. Libris 22528779. ISBN 9789129701012